# 格爾尼克鄉

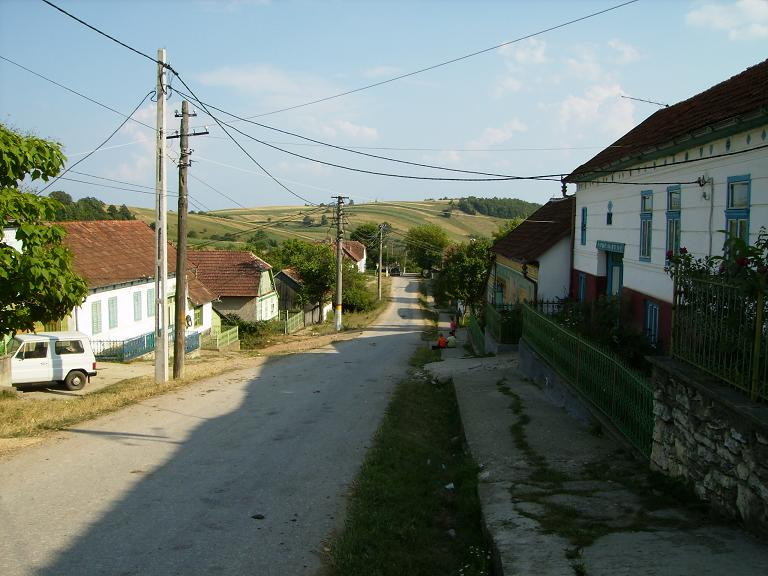

44°47′N 21°48′E / 44.783°N 21.800°E
格爾尼克鄉（羅馬尼亞語：Comuna Gârnic, Caraș-Severin），是羅馬尼亞的鄉份，位於該國西南部，由卡拉什-塞維林縣負責管轄，面積37平方公里，海拔高度600米，2007年人口1,425，人口密度每平方公里39人。